# Potsdam Pirschheide
Potsdam Pirschheide (niem. Bahnhof Potsdam Pirschheide) – stacja kolejowa w Poczdamie, w kraju związkowym Brandenburgia, w Niemczech. Była głównym dworcem Poczdamu od 1961 do 1993 roku, a po stacji Port lotniczy Berlin-Schönefeld najważniejszą stacją zewnętrznej obwodnicy Berlina.
Chociaż stacja kolejowa znajduje się daleko od centrum miasta, na skraju Pirschheide w południowo-zachodniej części obszaru miejskiego, w czasach swojej świetności jako główna stacja kolejowa mogła pochwalić się dużą liczbą pasażerów i często osiągała ograniczenia przepustowości. Jednak wraz ze zjednoczeniem stacja szybko straciła na znaczeniu i została prawie całkowicie zamknięta, z wyjątkiem toru peronowego w dolnej części stacji.
Zachowane budynki stacji objęte są ochroną zabytków. Według DB Station&Service miała kategorię 6.

## Linie kolejowe
- Linia Berliner Außenring
- Linia Jüterbog – Nauen

## Historia

### Przed powstaniem

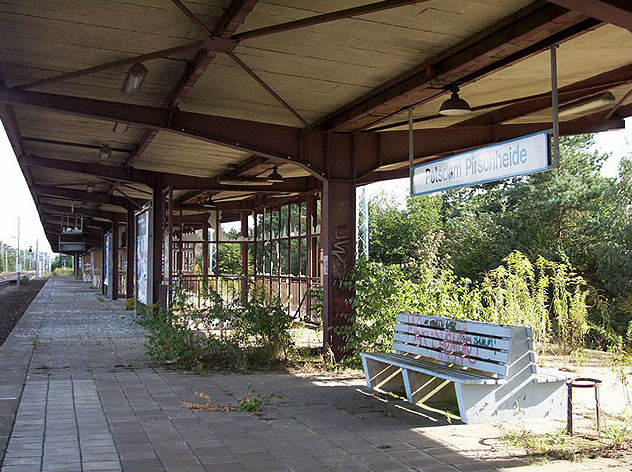
Nieużywany górny peron

Sytuacja w ruchu kolejowym w Berlinie Zachodnim i wokół niego stała się bardziej skomplikowana dla Deutsche Reichsbahn (DR) w NRD ze względu na czteromocowy status byłej stolicy rzeszy i pogłębiający się podział między Berlinem a Niemcami. Aby rozwiązać ten problem, zaplanowano obwodnicę, która powinna zapewnić połączenie północno-zachodniego, zachodniego i południowo-zachodniego obszaru Berlina z obecną stolicą NRD, Berlinem (wschód), z pominięciem Berlina Zachodniego. Duże części nowego pierścienia zewnętrznego ukończono do 1954, a 30 września 1956 oddano do użytku ostatni odcinek pierścienia Golm – Saarmund, przecinający jezioro Templin na skraju Poczdamu.

### Budowa i uruchomienie
Stacja na skrzyżowaniu zewnętrznej obwodnicy Berlina z liniami kolejowymi z Potsdam Stadt (obecnie Potsdam Hauptbahnhof) – Seddin Güterbahnhof / Seddin – Michendorf i obwodnica Berlina z odgałęzieniem do linii Werder – Brandenburgia została zbudowana w latach 1956/57 a 18 stycznia 1958 oficjalnie zainaugurowany pod nazwą Potsdam Süd. Znajduje się w Pirschheide, około 0,8 km od południowego krańca zabudowy miejskiej i 3 km od centrum miasta.
Stacja została zaprojektowana przez biuro projektowe Deutsche Reichsbahn. Wolfgang Dreßler i Walter Mempel są wymieniani jako architekci. Konstrukcja została zaprojektowana jako stacja wieżowa na skrzyżowaniu dwóch linii kolejowych i miała peron z dwoma torami w dolnej części stacji oraz dwa perony centralne z czterema torami w górnej części i dwoma torami przelotowymi (bardzo ciężki) ruch towarowy. Wszystkie platformy były połączone ze sobą schodami i tunelami. Większy budynek stacji został zbudowany w typowym stylu architektonicznym końca lat pięćdziesiątych. Z jego hali tunel prowadził na dolną platformę i kolejny tunel do schodów na górne platformy. Oprócz punktu sprzedaży biletów w budynku znajdowały się typowe dworcowe obiekty handlowe i gastronomiczne oraz pomieszczenia dla pracowników kolei.

### Znaczenie w NRD

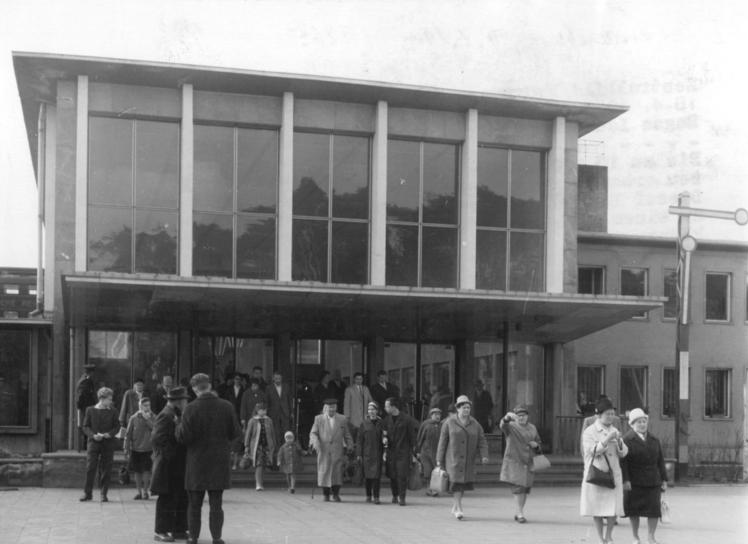
Potsdam Hauptbahnhof, 1963

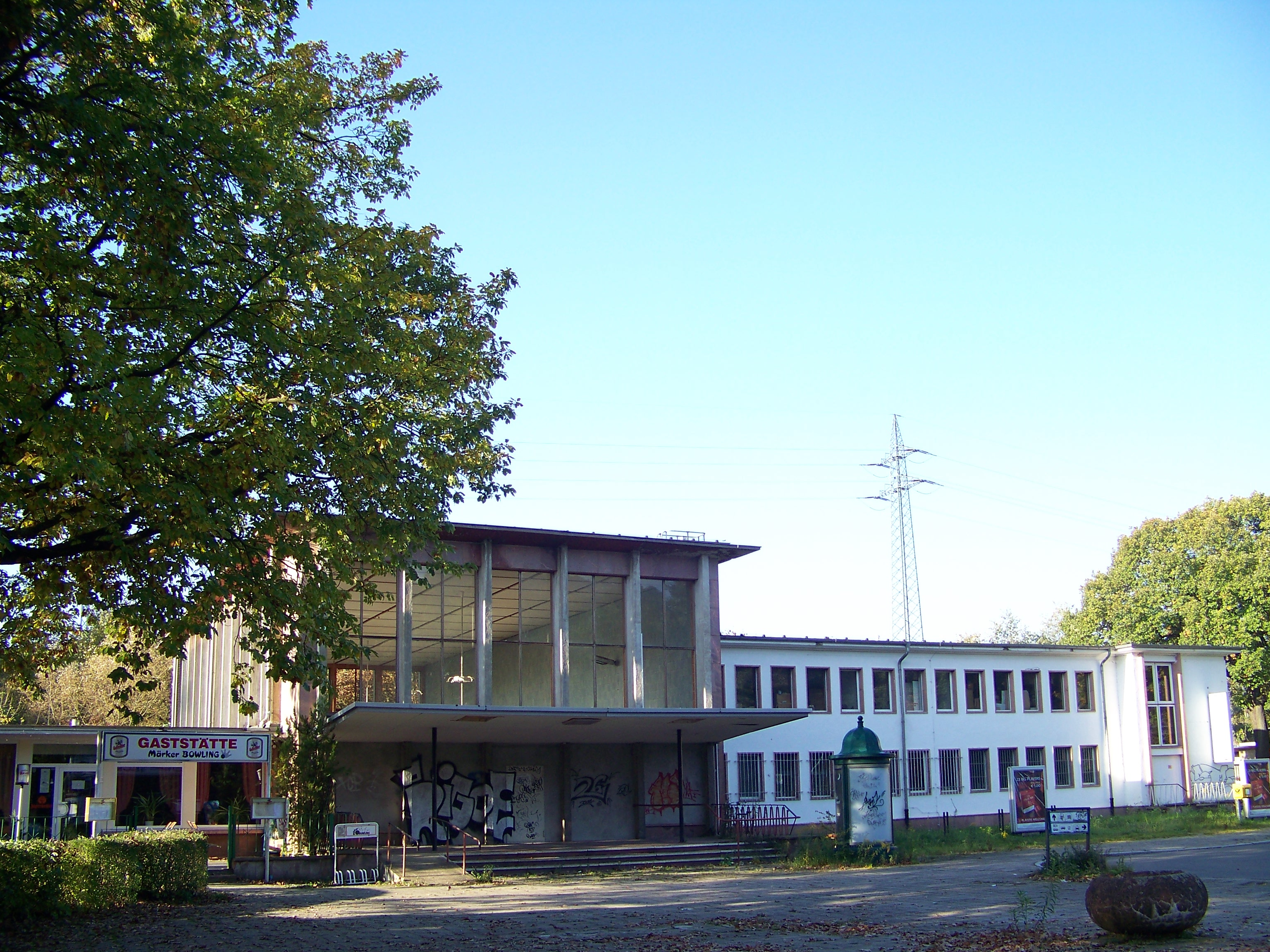
Podjazd stacji, 2010

W dniu 2 października 1960 stacja została przemianowana na Potsdam Hauptbahnhof. Stary dworzec kolejowy w Poczdamie, który znajdował się bliżej centrum miasta, nosił nazwę Potsdam Stadt i do 1990 roku był używany tylko do lokalnego transportu pociągami z silnikiem Diesla po wybudowaniu muru berlińskiego. Obsługiwano tu cały ruch dalekobieżny w Poczdamie, a także pociągi międzystrefowe Akwizgran / Kolonia – Görlitz i Rostock – Monachium. Szybki ruch lokalny do Berlina (Wschód), który był obsługiwany początkowo przez ciemnozielone, później czerwono-beżowe pociągi piętrowe, stał się znany pod nieoficjalną nazwą Sputnik. Tory górne były często przeciążone, dlatego pociągi nierzadko czekały na torze otwartym. Lokalne pociągi kursowały z dolnego peronu do Babelsberg przez Poczdam i w kierunku Wildlife Park lub Beelitz – Jüterbog.
Nowa linia tramwaju poczdamskiego wraz z pętlą na przedpolu stacji została uruchomiona 11 stycznia 1958 roku. Ponadto wybudowano dworzec autobusowy, postój taksówek, stację benzynową oraz miejsca parkingowe dla rowerów.

### Konsekwencje zjednoczenia z 1990 roku
Po zjednoczeniu stacja straciła na znaczeniu, ponieważ ruch pasażerski na dalekie odległości był ponownie prowadzony przez Berlin Stadtbahn zamiast zewnętrznej obwodnicy Berlina. Od 1991 roku żadne pociągi dalekobieżne nie zatrzymywały się na stacji, która w 1993 roku została przemianowana na Potsdam Pirschheide. Dworzec Potsdam Stadt został przywrócony do swojej pierwotnej funkcji jako główny dworzec w mieście i został przemianowany na Potsdam Hauptbahnhof w 1999 roku. Stacja Pirschheide początkowo pozostawała ważna w ruchu regionalnym. Oprócz pociągów Sputnik do Werder (Havel) i lotniska Berlin-Schönefeld-Berlin-Karlshorst, pociągi godzinowe kursowały do 1994 r. Na zachodniej obwodnicy zewnętrznej do Falkenhagen lub czasami na ciągłej trasie Oranienburg – Ludwigsfelde. W połowie lat 90. podjęto krótką próbę utworzenia regionalnej linii ekspresowej z Poczdamu do Finsterwalde i Cottbus. Pomimo bezpośredniego tramwaju w Pirschheide, linia ta nie odniosła sukcesu i została przerwana w 1997 roku. Z dolnej części stacji co dwie godziny kursowały pociągi w kierunku Beelitz – Jüterbog lub Potsdam Stadt. Kasy na dworcu zostały zamknięte w 1994 roku z powodu braku popytu, sklepy jeszcze wcześniej.
W 1998 roku bezpośrednia linia do Schönefeld otrzymała nową trasę i od tego czasu działa przez dolną część stacji, połączenie do Jüterbog zostało pominięte. Jedna para pociągów ze Strausberg do Golm pozostawała na górnych torach do 1999 roku. Ta część stacji jest zamknięta od 1999 roku. Działają tylko dwie ścieżki przelotowe.

### Rozwój po zamknięciu górnych platform

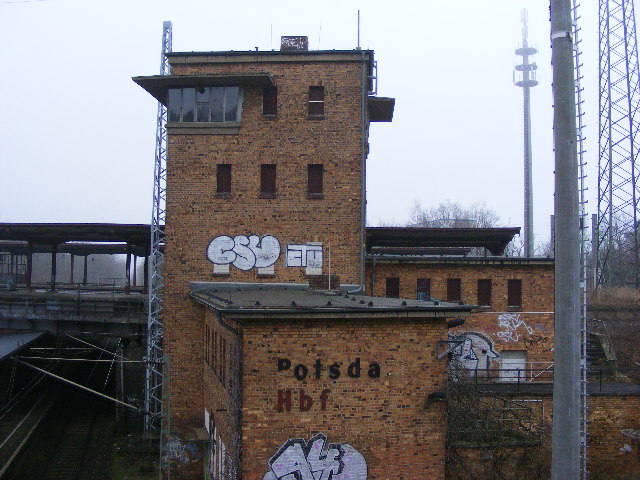
Dawna nastawnia i część górnych platform w 2009 roku

Po latach zamknięć obiekt stał się stacją kolejową-widmo, porzuconą i popadła w ruinę. Dzikie zarośla na peronach, roztrzaskane szyby zamkniętych klatek schodowych i zabite deskami poczekalnie charakteryzują obraz, wszystkie ściany są pomalowane graffiti, tylko dach peronu jest nadal nienaruszony. Tory na peronach „stacji górnej” oraz wszystkie przyłącza zwrotnic zostały zdemontowane. Nadal istnieją tylko dwa główne tory. Stare tablice informacyjne z czechosłowackiej produkcji na górnych platformach nadal są obecne, nawet jeśli nie są już funkcjonalne i bez okien. Od czasu elektryfikacji toru dolnego w 1999 funkcjonuje tylko jeden tor (tor 1, poprzedni tor 7). Sygnały wyjściowe z przejazdu są zaciemnione, ale działają. Kurs został ustalony, ale nadal istnieje.
Dolna platforma jest wykorzystywana przez ruch regionalny. Od 1998 do 2011 roku linia RB 22 kursowała tam z Poczdamu przez Caputh do Schönefeld, a regionalna linia kolejowa RB 23 z Poczdamu do Michendorf zatrzymała się w Pirschheide od grudnia 2011 roku. Od tego czasu linia RB 22 ponownie kursuje przez zewnętrzny pierścień Berlina, ale bez zatrzymywania się przez obiekty dawnej górnej części stacji w Pirschheide.
W bezpośrednim sąsiedztwie dworca kolejowego znajduje się Sparkassen-Akademie, kilka hoteli oraz okoliczne tereny rekreacyjne Templiner See i Pirschheide, które są interesujące dla jednodniowych wycieczkowiczów. Ponowne uruchomienie górnych platform jest badane od 2008 w celu połączenia linii RB 22 i RB 23, a tym samym umożliwienia opcji przesiadki z Caputh i Michendorf w kierunku Schönefeld (lotnisko BER). Ponadto nastąpiłoby wówczas przejście z RB 22 do ruchu autobusowego i tramwajowego do Poczdamu i Werder. W 2017 roku przeprowadzono prace rozbiórkowe na dachach górnego peronu.
Obie części stacji mają zostać całkowicie odnowione i zmodernizowane odpowiednio do 2021 i 2022 roku. Nie ma już oddawać do użytku starych peronów w górnej części stacji, ale na istniejących torach przelotowych mają powstać perony. Prace mają się rozpocząć najwcześniej w 2020. W sąsiedztwie dworca rozważana jest także zabudowa nowego kwartału miejskiego z kilkuset nowymi mieszkaniami.

## Budynek dworca
Budynek dworca z 1958 roku został zamknięty na przełomie 2006/07. Od tamtej pory na dolny peron można się dostać bezpośrednio z placu przed stacją przez dawny peron 8 oraz z mostu na południowym końcu peronu. Tunel od górnej stacji do budynku recepcji został rozebrany w 2012 roku. Zablokowano również schody z górnej do dolnej stacji kolejowej. Kręgielnia znajdująca się w budynku pozostała otwarta. Pozostałe części budynku popadły w ruinę. Wprowadzone już plany rozbiórki przeciwstawiały się architekturze w funkcjonalnym stylu architektonicznym końca lat pięćdziesiątych, która jest notowana od 2013 roku i która uzasadniałaby konserwację w przypadku nowego użytkowania.
W 2012 roku przedsiębiorca z Werder (Havel) nabył budynek stacji. Pierwotnie planował wykorzystać witrynę w swojej firmie. Po pojawieniu się innego rozwiązania na terenie firmy, planował wykorzystać budynek jako centrum kultury. W budynku pozostanie kręgielnia. W następnym roku do listy zabytków kraju związkowego Brandenburgia dodano stację Potsdam-Pirschheide z utwardzonym dziedzińcem. Wiosną 2017 r. W dawnym holu wejściowym budynku otwarto miejsce imprezy „Pirschheide”.

## Połączenia
Stacja jest obsługiwana tylko przez pociąg regionalny linii 23 (dolna część stacji), RB 22 przebiega przez dawną górną część stacji bez zatrzymywania się.
Przed dworcem zatrzymują się tramwaje 91 i 98 oraz autobus 695 przewoźnika poczdamskiego, a także autobusy naziemne 580, 631 i nocne N31.
| Linia | Trasa                                                                     |
| ----- | ------------------------------------------------------------------------- |
| RB 23 | Potsdam Hbf – Potsdam Pirschheide – Ferch-Lienewitz – Seddin – Michendorf |